# Grand Prix-wegrace van Groot-Brittannië 1977
De Grand Prix-wegrace van Groot-Brittannië 1977 was de dertiende en laatste race van het wereldkampioenschap wegrace-seizoen 1977. De race werd verreden op 14 augustus 1977 op het Silverstone circuit nabij Silverstone (Northamptonshire). De Britse Grand Prix was de opvolger van de TT van Man, die vanaf het seizoen 1949 het Verenigd Koninkrijk in het wereldkampioenschap had vertegenwoordigd, maar na de jarenlange boycot van toprijders haar WK-status was kwijtgeraakt.

## Algemeen
Gebrek aan belangstelling viel de laatste Grand Prix van het jaar vaker ten deel omdat de wereldtitels vaak al vast stonden. Dat gebeurde ook bij de allereerste Britse Grand Prix. Morbidelli was al wereldkampioen 125- en 250 cc, maar ondervond nog steeds problemen na het ongeluk in de DDR. Ook Bultaco verscheen niet, evenmin als het Life-team met Marco Lucchinelli. Dat team had betalingsmoeilijkheden. Hun rijder Teuvo Länsivuori reisde op eigen kosten naar Silverstone en leende een machine van Barry Sheene. De zijspanrijders móesten naar Silverstone, want er waren nog drie kanshebbers voor de wereldtitel. Rudi Kurth en zijn echtgenote/bakkeniste Dane Rowe stopten met racen na de GP van Groot-Brittannië. Hoewel ze nooit een grote rol in de zijspanklasse hadden gespeeld, waren ze toch erg bekend. Rudi Kurth bouwde veel zeer vooruitstrevende zijspancombinaties, die echter vaak onbetrouwbaar waren, en Dane Rowe wierp zich op als spreekbuis voor de coureurs als het om veiligheidszaken ging.

## 500 cc
De speaker in Silverstone wees het publiek van tevoren al op de bliksemstarts van Wil Hartog en die stelde het publiek niet teleur. Opnieuw was Hartog als eerste weg, maar voor de vijfde keer in dit seizoen ging zijn Suzuki stuk, terwijl hij de overwinning bijna binnen had. Barry Sheene, die een inhaalrace moest rijden, was inmiddels naar voren gekomen maar ook uitgevallen. Er waren ook veel valpartijen omdat de baan gedeeltelijk nat was. Steve Parrish reed een aantal ronden aan de leiding maar ook hij gleed van de baan. John Williams nam de leiding over maar viel ook. Door dat alles kon Pat Hennen de overwinning grijpen, gevolgd door Steve Baker en Teuvo Länsivuori.

### Uitslag 500 cc
| Pos | Coureur             | Merk   | Tijd       | Punten |
| --- | ------------------- | ------ | ---------- | ------ |
| 1   | Pat Hennen          | Suzuki | 45' 31" 96 | 15     |
| 2   | Steve Baker         | Yamaha | +41" 59    | 12     |
| 3   | Teuvo Länsivuori    | Suzuki | +1' 02" 79 | 10     |
| 4   | Gianfranco Bonera   | Suzuki | +1' 22" 96 | 8      |
| 5   | Steve Wright        | Suzuki | +1 ronde   | 6      |
| 6   | Alex George         | Suzuki | +1 ronde   | 5      |
| 7   | Derek Chatterton    | Suzuki | +1 ronde   | 4      |
| 8   | Max Wiener          | Suzuki | +1 ronde   | 3      |
| 9   | Giacomo Agostini    | Yamaha | +1 ronde   | 2      |
| 10  | Kevin Wrettom       | Suzuki | +1 ronde   | 1      |
| 11  | Helmut Kassner      | Suzuki | +2 ronden  |        |
| 12  | Franz Meier         | Yamaha | +2 ronden  |        |
| 13  | Odd Arne Lände      | Suzuki | +2 ronden  |        |
| DNF | Barry Sheene        | Suzuki | motor      |        |
| DNF | Johnny Cecotto      | Yamaha |            |        |
| DNF | Steve Parrish       | Suzuki | val        |        |
| DNF | John Williams       | Suzuki | val        |        |
| DNF | Michel Rougerie     | Suzuki |            |        |
| DNF | John Newbold        | Suzuki |            |        |
| DNF | Wil Hartog          | Suzuki |            |        |
| DNF | John Woodley        | Suzuki |            |        |
| DNF | Stu Avant           | Suzuki |            |        |
| DNF | Jack Findlay        | Suzuki |            |        |
| DNF | Jean-Paul Boinet    | Suzuki |            |        |
| DNF | Christian Estrosi   | Suzuki |            |        |
| DNF | Leslie van Breda    | Suzuki |            |        |
| DNF | Ron Haslam          | Suzuki |            |        |
| DNF | Hervé Regout        | Suzuki |            |        |
| DNF | Kees van der Kruijs | Suzuki |            |        |
| DNF | Franz Rau           | Suzuki |            |        |
| DNF | Kaj Jensen          | Yamaha |            |        |
| DNF | Steve Manship       | Suzuki |            |        |
| DNF | John Weeden         | Suzuki |            |        |
| DNF | Warren Willing      | Yamaha |            |        |
| DNF | George Fogarty      | Suzuki |            |        |
| DNF | Børge Nielsen       | Suzuki |            |        |
| DNF | Boet van Dulmen     | Suzuki |            |        |

## 350 cc
Kork Ballington sloot het seizoen 1977 erg sterk af met de 350cc-race in Silverstone. Hij had die dag de 250cc-race al gewonnen en dat gebeurde in de 350cc-klasse ook. Hij had enig geluk omdat de snelle Johnny Cecotto weer met motorpech uitviel. Toen moest Ballington alleen de snel gestarte Jon Ekerold nog weten te passeren. Ekerold zou zelfs geen tweede worden, want hij draaide zijn krukas kapot. Dat betekende tevens dat hij de tweede plaats in de WK-stand verloor aan Tom Herron, die al uitgevallen was maar meer punten had gescoord. Nu kon Olivier Chevallier de strijd om de tweede plaats in de race winnen van John Williams.

### Uitslag 350 cc
| Pos | Coureur            | Merk          | Tijd       | Punten |
| --- | ------------------ | ------------- | ---------- | ------ |
| 1   | Kork Ballington    | Yamaha        | 45' 32" 10 | 15     |
| 2   | Olivier Chevallier | Yamaha        | +16" 31    | 12     |
| 3   | John Williams      | Yamaha        | +16" 42    | 10     |
| 4   | Eddie Roberts      | Maxton-Yamaha | +24" 52    | 8      |
| 5   | Alan Stewart       | Yamaha        | +29" 55    | 6      |
| 6   | Pekka Nurmi        | Yamaha        | +38" 19    | 5      |
| 7   | Michel Frutschi    | Yamaha        | +54" 84    | 4      |
| 8   | Helmut Kassner     | Yamaha        | +1' 03" 90 | 3      |
| 9   | Eero Hyvärinen     | Yamaha        | +1' 08" 19 | 2      |
| 10  | Austin Hockley     | Yamaha        | +1' 23" 29 | 1      |
| 11  | Alain Terras       | Yamaha        | +1 ronde   |        |
| 12  | John Dodds         | Yamaha        | +1 ronde   |        |
| 13  | Leslie van Breda   | Yamaha        | +1 ronde   |        |
| 14  | Graham Hobbs       | Yamaha        | +1 ronde   |        |
| 15  | Reino Eskelinen    | Yamaha        | +1 ronde   |        |
| 16  | Kaj Jensen         | Yamaha        | +2 ronde   |        |
| DNF | Johnny Cecotto     | Bakker-Yamaha | motor      |        |
| DNF | Tom Herron         | Yamaha        |            |        |
| DNF | Christian Sarron   | Yamaha        |            |        |
| DNF | Jon Ekerold        | Yamaha        | krukas     |        |
| DNF | Alan North         | Yamaha        |            |        |
| DNF | Vic Soussan        | Yamaha        |            |        |
| DNF | Patrick Pons       | Yamaha        |            |        |
| DNF | Michel Rougerie    | Yamaha        |            |        |
| DNF | Patrick Fernandez  | Yamaha        |            |        |
| DNF | Giacomo Agostini   | Yamaha        |            |        |
| DNF | Bernard Fau        | Yamaha        |            |        |
| DNF | Víctor Palomo      | Yamaha        |            |        |
| DNF | Chas Mortimer      | Maxton-Yamaha |            |        |
| DNF | Ken Nemoto         | Yamaha        |            |        |

## 250 cc
De start van de 250cc-race in Silverstone kende een vreemd incident: beide Kawasaki-coureurs Barry Ditchburn en Mick Grant kwamen te laat uit het parc fermé en mochten niet aan de opwarmronde deelnemen. Ze mochten echter wel starten, terwijl Paolo Pileri in België juist gediskwalificeerd was omdat hij de opwarmronde niet gereden had. De race verliep tamelijk spectaculair. Er vormde zich een grote kopgroep, maar de Yamaha van Tom Herron spoot koelwater over de baan waardoor onder anderen Takazumi Katayama, Patrick Fernandez, Mick Grant en Alan North van de baan gleden. Toen had Kork Ballington niet veel moeite meer de rest van zijn belagers, Aldo Nannini en Eric Saul, af te schudden.

### Uitslag 250 cc
| Pos | Coureur              | Merk                   | Tijd         | Punten       |
| --- | -------------------- | ---------------------- | ------------ | ------------ |
| 1   | Kork Ballington      | Yamaha                 | 43' 37" 08   | 15           |
| 2   | Aldo Nannini         | Yamaha                 | +2" 47       | 12           |
| 3   | Eric Saul            | Yamaha                 | +4" 85       | 10           |
| 4   | Franco Uncini        | Bakker-Harley-Davidson | +13" 66      | 8            |
| 5   | Olivier Chevallier   | Yamaha                 | +13" 66      | 6            |
| 6   | Vic Soussan          | Yamaha                 | +13" 81      | 5            |
| 7   | Guy Bertin           | Yamaha                 | +22" 20      | 4            |
| 8   | Pekka Nurmi          | Yamaha                 | +24" 42      | 3            |
| 9   | Walter Villa         | Bimota-Harley-Davidson | +26" 32      | 2            |
| 10  | Patrick Pons         | Yamaha                 | +34" 56      | 1            |
| 11  | Eddie Roberts        | Yamaha                 | +34" 66      |              |
| 12  | Michel Frutschi      | Yamaha                 | +1' 03" 64   |              |
| 13  | Alan Stewart         | Yamaha                 | +1' 03" 82   |              |
| 14  | Jean-Claude Meilland | Yamaha                 | +1' 16" 74   |              |
| 15  | Denis Boulom         | Yamaha                 | +1' 37" 21   |              |
| 16  | Seppo Rossi          | Yamaha                 | +1' 37" 21   |              |
| 17  | John Weeden          | Yamaha                 | +1' 37" 86   |              |
| 18  | Ian Richards         | Yamaha                 | +1 ronde     |              |
| 19  | Graham Hobbs         | Yamaha                 | +1 ronde     |              |
| 20  | Warren Willing       | Yamaha                 | +1 ronde     |              |
| 21  | Ron Kirkham          | Yamaha                 | +2 ronden    |              |
| DNF | Takazumi Katayama    | Yamaha                 | val          |              |
| DNF | Tom Herron           | Yamaha                 | waterlekkage | waterlekkage |
| DNF | Mick Grant           | Kawasaki               | val          |              |
| DNF | Alan North           | Yamaha                 | val          |              |
| DNF | Jon Ekerold          | Yamaha                 |              |              |
| DNF | Hans Müller          | Yamaha                 |              |              |
| DNF | Christian Sarron     | Yamaha                 |              |              |
| DNF | Bernard Fau          | Yamaha                 |              |              |
| DNF | Patrick Fernandez    | Yamaha                 | val          |              |
| DNF | Barry Ditchburn      | Kawasaki               |              |              |

## 125 cc
De 125cc-klasse was de eerste die ooit een start in de Britse Grand Prix meemaakte, maar die start verliep niet vlekkeloos. 35 seconden nadat het bord "1 Minute" was getoond sprong het licht op groen en veel coureurs hadden hun machine nog niet eens in de versnelling staan. Harald Bartol had dan ook niets aan zijn poleposition, want hij was als een van de laatsten weg. Eugenio Lazzarini leek te gaan winnen, maar na een klein vastlopertje moest hij genoegen nemen met de tweede plaats achter Pier Luigi Conforti, die tot zijn eigen verbazing zijn eerste Grand Prix won. Jean-Louis Guignabodet werd met zijn privé-Morbidelli derde.

### Uitslag 125 cc
| Pos | Coureur                | Merk       | Tijd       | Punten |
| --- | ---------------------- | ---------- | ---------- | ------ |
| 1   | Pierluigi Conforti     | Morbidelli | 42' 46" 53 | 15     |
| 2   | Eugenio Lazzarini      | Morbidelli | +2" 02     | 12     |
| 3   | Jean-Louis Guignabodet | Morbidelli | +16" 01    | 10     |
| 4   | Hans Müller            | Morbidelli | +28" 89    | 8      |
| 5   | Gert Bender            | Bender     | +33" 46    | 6      |
| 6   | Stefan Dörflinger      | Morbidelli | +41" 63    | 5      |
| 7   | Thierry Noblesse       | Morbidelli | +42" 22    | 4      |
| 8   | Toni Mang              | Morbidelli | +42" 58    | 3      |
| 9   | Benga Johansson        | Morbidelli | +57" 98    | 2      |
| 10  | Julien van Zeebroeck   | Motobécane | +1' 00" 76 | 1      |
| 11  | Ermanno Giuliano       | Morbidelli | +1' 01" 42 |        |
| 12  | Patrick Plisson        | Morbidelli | +1' 08" 48 |        |
| 13  | Per-Edvard Carlsson    | Morbidelli | +1' 18" 78 |        |
| 14  | Laurent Gomis          | Morbidelli | +1' 32" 59 |        |
| 15  | Maurizio Massimiani    | Morbidelli | +1' 33" 38 |        |
| 16  | Enrico Cereda          | Morbidelli | +1' 40" 19 |        |
| 17  | Clive Horton           | Maico      | +1' 40" 40 |        |
| 18  | Matti Kinnunen         | Morbidelli | +1' 41" 46 |        |
| 19  | Claude Willette        | Morbidelli | +1' 41" 93 |        |
| 20  | Alfred Schmid          | Morbidelli | +1' 44" 74 |        |
| 21  | Cees van Dongen        | Morbidelli | +1 ronde   |        |
| 22  | Ernst Stammbach        | Malanca    | +1 ronde   |        |
| 23  | François Granon        | Morbidelli | +1 ronde   |        |
| 24  | Peter van Niel         | Morbidelli | +1 ronde   |        |
| 25  | Bernard Otto           | Maico      | +1 ronde   |        |
| 26  | Leigh Notman           | Maico      | +1 ronde   |        |
| 27  | Len Carr               | Morbidelli | +1 ronde   |        |
| 28  | Sauro Pazzaglia        | Morbidelli | +1 ronde   |        |
| DNF | Harald Bartol          | Morbidelli |            |        |
| DNF | Thierry Espié          | Motobécane |            |        |

## Zijspanklasse
De beslissing van het wereldkampioenschap in de zijspanklasse moest in Silverstone vallen. Voor George O'Dell gold dat hij slechts vóór Rolf Biland hoefde te finishen om wereldkampioen te worden. Op de natte baan nam hij dan ook niet te veel risico's en hij liet de overwinning aan Werner Schwärzel, die al vanaf de start de koppositie had. Rolf Steinhausen werd tweede en O'Dell derde. Rolf Biland moest noodgedwongen op opgesneden slicks starten. Na de montage van die banden had hij de sterkst mogelijke borgvloeistof voor de wielmoeren gebruikt en toen de lucht begon te betrekken kreeg hij zijn wielen met geen mogelijkheid meer los. Hij werd slechts achtste. De wereldtitel was dus voor George O'Dell/Kenny Arthur/Cliff Holland. Biland/Williams eindigden als tweede en Schwärzel/Huber als derde.

### Uitslag van zijspanklasse
| Pos | Coureur              | Passeggero                | Merk             | Tijd       | Punten |
| --- | -------------------- | ------------------------- | ---------------- | ---------- | ------ |
| 1   | Werner Schwärzel     | Andreas Huber             | ARO-Fath         | 53' 53" 94 | 15     |
| 2   | Rolf Steinhausen     | Wolfgang Kalauch          | Busch-Yamaha     | +39" 90    | 12     |
| 3   | George O'Dell        | Cliff Holland             | Windle-Yamaha    | +1' 25" 25 | 10     |
| 4   | Göte Brodin          | Per-Erik Wickström        | Windle-Yamaha    | +1' 35" 09 | 8      |
| 5   | Jean-François Monnin | Edouard Weber             | Seymaz-Yamaha    | +1' 51" 05 | 6      |
| 6   | Walter Ohrmann       | Bernd Grube               | Yamaha           | +1 ronde   | 5      |
| 7   | Mick Boddice         | Chas Birks                | Woodhouse-Yamaha | +1 ronde   | 4      |
| 8   | Rolf Biland          | Kenneth Williams          | Schmid-Yamaha    | +1 ronde   | 3      |
| 9   | Helmut Schilling     | Rainer Gundel             | Schmid-Yamaha    | +1 ronde   | 2      |
| 10  | Yvan Trolliet        | Pierre Muller             | Yamaha           | +1 ronde   | 1      |
| 11  | Bruno Holzer         | Karl Meierhans            | LCR-Yamaha       | +1 ronde   |        |
| 12  | Siegfried Schauzu    | Lorenzo Puzo              | Schmid-Yamaha    | +1 ronde   |        |
| 13  | Malcolm Hobson       | Stuart Collins            | Windle-Suzuki    | +2 ronden  |        |
| 14  | Jeff Gawley          | Ken Birch                 | Fowler-Yamaha    | +2 ronden  |        |
| 15  | Dick Greasley        | Mick Skeels               | Windle-Yamaha    | +3 ronden  |        |
| DNF | Hermann Schmid       | Martial Jean-Petit-Matile | Schmid-Yamaha    |            |        |
| DNF | Alain Michel         | Gérard Lecorre            | GEP-Yamaha       |            |        |
| DNF | Cees Smit            | Jan Smit                  | König            |            |        |

1977 · 1978 · 1979 · 1980 · 1981 · 1982 · 1983 · 1984 · 1985 · 1986 · 1987 · 1988 · 1989 · 1990 · 1991 · 1992 · 1993 · 1994 · 1995 · 1996 · 1997 · 1998 · 1999 · 2000 · 2001 · 2002 · 2003 · 2004 · 2005 · 2006 · 2007 · 2008 · 2009 · 2010 · 2011 · 2012 · 2013 · 2014 · 2015 · 2016 · 2017 · 2018 · 2019 · 2021 · 2022 · 2023 · 2024 · 2025